# داستی وارینگ
داستی وارینگ (انگلیسی: Dustie Waring؛ زادهٔ ۳۱ ژانویهٔ ۱۹۸۵) گیتارنواز اهل ایالات متحده آمریکا است.